# Saint-Ouen, Somme
Saint-Ouen là một xã ở tỉnh Somme, vùng Hauts-de-France, Pháp.

## Địa lý
Thị trấn này có cự ly khoảng 14 dặm Anh về phía tây bắc của Amiens, tại giao lộ giữa đường D159 và đường D57 trong thung lũng Nièvre và khoảng 1 dặm Anh so với đường ô tô A16.

## Dân số
| 1962                                                                             | 1968 | 1975 | 1982 | 1990 | 1999 |
| -------------------------------------------------------------------------------- | ---- | ---- | ---- | ---- | ---- |
| 2095                                                                             | 2106 | 2047 | 2011 | 2186 | 2196 |
| Census count starting from 1962 Source=INSEE: Population without double counting |      |      |      |      |      |